# Flygbussarna
Flygbussarna Airport Coaches AB er et svensk selskab, som på kommercielt grundlag driver bustrafik mellem flere svenske byer og lufthavne, f.eks. mellem Stockholm og Arlanda. Selskabet blev grundlagt af Storstockholms Lokaltrafik, som var delejer i firmaet frem til midten af 2005.

## Lufthavne og byer
- Stockholm-Arlanda Lufthavn − Stockholm
- Stockholm-Bromma Lufthavn − Stockholm
- Stockholm-Arlanda Lufthavn − Kista
- Stockholm-Skavsta Lufthavn – Stockholm
- Stockholm-Skavsta Lufthavn − Södertälje syd − Stockholm (Gullmarsplan)
- Stockholm-Skavsta Lufthavn − Norrköping − Linköping
- Stockholm-Västerås Lufthavn − Stockholm
- Göteborg-Landvetter Airport − Göteborg
- Göteborg City Airport − Göteborg
- Malmø Lufthavn − Malmø − Lund

## Billetter
Buslinjerne indgår ikke i länstrafikselskabernes billetsystemer, og man må derfor købe særskilt billet.